# Кустура (Клуж)
Кустура (рум. Custura) насеље је у Румунији у округу Клуж у општини Кашеју. Oпштина се налази на надморској висини од 299 m.

## Становништво
Према подацима из 2002. године у насељу је живело 43 становника, од којих су сви румунске националности.